# Pieter-Dirk Uys

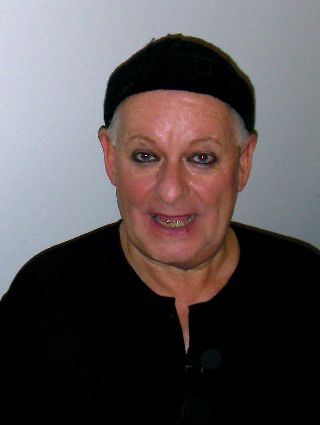
Pieter-Dirk Uys

Pieter-Dirk Uys (* 28. September 1945 in Kapstadt) ist ein südafrikanischer Satiriker, Komiker, Autor und Sozialaktivist, der in seiner Rolle der Evita Bezuidenhout als Travestie-Künstler bekannt wurde.

## Leben
Pieter-Dirk Uys ist Sohn des Afrikaaners Hannes Uys und der in Berlin geborenen Jüdin Helga Bassel. Sein Vater war Organist in Gemeinden der Niederländisch-reformierten Kirche, aber auch Mitglied in der Zensurbehörde, die unter anderem Theaterstücke prüfte und gelegentlich bannte. Seine Mutter war bereits vor ihrer Emigration aus Deutschland im Jahr 1936 als Konzertpianistin bekannt gewesen. In Südafrika lernte sie Hannes Uys kennen. 1945 wurde Pieter-Dirk Uys geboren, 1948 seine Schwester Tessa Uys. Sie wurde ebenfalls Pianistin.
Pieter-Dirk Uys wuchs in den Traditionen der konservativen Afrikaaner auf. Er studierte Schauspielkunst an der University of Cape Town und erwarb einen Bachelor of Arts. Er zog nach London, um Bühnenerfahrung zu sammeln. 1969 starb seine Mutter durch Suizid. Uys entwickelte 1978 die Kunstfigur Evita Bezuidenhout, eine Dragqueen, die heftige Kritik am Apartheid-System, aber auch an weißen Liberalen übte und ihn bekannt machte. Damit trat er gelegentlich auch im südafrikanischen Fernsehen auf. Er war besonders in den 1970er und 1980er Jahren dem Market Theatre in Johannesburg und dem Kapstädter Space Theatre verbunden. Er gilt als „praktisch einziger Komiker, der das notorisch humorlose [Apartheid-]Regime parodieren konnte“. Zur Zeit der Apartheid wurden mehrere seiner Stücke von der Zensurbehörde gebannt.
Nach den ersten freien Wahlen 1994 startete seine Fernsehserie Funigalore. Im Rahmen der Sendung interviewte er im November 1994 in seiner Rolle als Evita Präsident Nelson Mandela. Er tritt auch in Europa, besonders im Vereinigten Königreich, und Nordamerika auf.
Er schrieb zahlreiche Bücher, darunter rund 25 Theaterstücke.
Uys lebt in Darling, Südafrika, wo er seit 1996 im ehemaligen Bahnhof das Kabarett-Theater und Restaurant Evita se Perron betreibt. Der Name ist eine Anspielung auf Eva „Evita“ Perón, aus dem Afrikaans übersetzt aber auch „Evitas Bahnsteig“. Wöchentlich tritt Uys auf dem YouTube-Kanal EvitaSePerron unter dem Titel Evita’s Free Speech auf. Seit dem Jahr 2000 geht Uys als Evita an Schulen, um auf die Gefahren durch AIDS aufmerksam zu machen. Dabei erreichte er bisher rund 1,5 Millionen Schüler. Für sein Engagement gegen AIDS erhielt er mehrere Ehrendoktorwürden. Er gehört dem Board of Directors der Desmond Tutu HIV Foundation an.

## Bibliografie
- 1983: Farce about Uys. Jonathan Ball und Ad. Donker Publishers, ISBN 0-86850-077-1.
- 1983: Selle ou storie: A play. Donker, ISBN 0-86852-027-6.
- 1989: Paradise Is Closing Down and Other Plays. Penguin Books, ISBN 0-14-048228-8.
- 1993: Negerküsse. A satirical nightmare. Dölling und Galitz, ISBN 3-926174-72-2.
- 1994: A part hate a part love: The legend of Evita Bezuidenhout. Hond, ISBN 1-874969-08-6.
- 1995: Funigalore: Evita’s Real-Life Adventures in Wonderland. The Penguin Group, ISBN 0-14-025313-0.
- 1997: The Essential Evita Bezuidenhout. The Essential Series. David Philip Publishers, ISBN 0-86486-349-7.
- 2001: Trekking to Teema. Compress, ISBN 1-919833-10-2.
- 2003: Elections & Erections: A Memoir of Fear and Fun. Zebra Press, ISBN 1-86872-665-7.

## Filme (Auswahl)
- 1985: Skating on thin Uys, Comedy über P. W. Botha
- 2007: Darling! The Pieter–Dirk Uys Story, Dokumentation von Julian Shaw
- 2016: Nobody’s Died Laughing, Dokumentation von Willem Oelofsen

## Preise und Auszeichnungen (Auswahl)
- 2000: Living Legacy 2000 Award in San Diego, für Mrs Evita Bezuidenhout
- 2000: Preis für das Lebenswerk von der Cape Tercentenary Foundation[8]
- 2001: Truth and Reconciliation Award
- 2011: TMSA Naledi Lifetime Achiever Award
- 2011: Special Teddy Award bei der Berlinale
- 2012: Deutscher Afrika-Preis
- 2018: Hertzogprys für Drama

- Ehrendoktorwürden
  - Rhodes University, 1997
  - University of Cape Town, 2003
  - University of the Western Cape, 2003
  - University of the Witwatersrand, 2004
  - University of KwaZulu-Natal, 2014